# Metachromadora meridiana
Metachromadora meridiana är en rundmaskart som beskrevs av Christian Wieser och Stephen Donald Hopper 1967. Metachromadora meridiana ingår i släktet Metachromadora och familjen Desmodoridae. Inga underarter finns listade i Catalogue of Life.